# 金應善
金 應善（きん おうぜん、キム・ウンソン、1881年（李氏朝鮮・高宗18年／大日本帝国・明治4年）5月26日 – 1932年（昭和7年）8月2日）は、大韓帝国軍及び大日本帝国陸軍の軍人。陸軍士官学校 (日本) 15期。大日本帝国陸軍における最終階級は陸軍少将。

## 人物
平安南道安州の出身。日清戦争（1894年（明治27年） - 1895年（明治28年））に際し、大日本帝国陸軍の参謀本部第2局員であった宇都宮太郎（陸軍歩兵大尉。のち陸軍大将）の知遇を得た。金は20歳年長の宇都宮（1922年（大正11年）に死去）から弟同然に可愛がられ、庇護を受け、後には宇都宮金吾（うつのみや・きんご）という日本名を名乗ったほどであった。
宇都宮の庇護を受けるようになった金は、1896年（明治29年）1月に、陸軍士官学校 (日本)に、李氏朝鮮から多数の外国陸軍将校候補者（留学生）が入校した際の一員に選ばれた。
1903年（明治36年）11月30日に陸軍士官学校 (日本) 15期を卒業し、近衛歩兵第1連隊附。日露戦争（1904年（明治37年） - 1905年（明治38年））には、大日本帝国陸軍将校の扱いで出征した。
日露戦争の終結後は大韓帝国武官となり、陸軍武官学校学徒隊附。1905年に特派大使随行員として訪日した際は、日本政府から勲六等単光旭日章を授与された。
1907年（明治40年）に大韓帝国軍が解散すると、大韓帝国皇太子・李垠の陪従武官に任ぜられ、ほぼ時を同じくして、日露戦争での戦功により、日本政府から勲五等双光旭日章及び恩賜金500円を授与された。同年11月に李垠の日本留学に随行した際は、同じく日本政府から勲四等瑞宝章を授与された。
1910年（明治43年）の韓国併合に際しては、旧大韓帝国軍人の中でも優秀者としての評価を受け、朝鮮駐剳軍司令部附となった。
1920年（大正9年）、「朝鮮軍人ヲ陸軍将校同相当官ニ任用等ニ関スル件」（大正9年勅令第118号）により、朝鮮軍人たる陸軍歩兵副領から、陸軍歩兵中佐に転官した。
1923年（大正12年）、陸軍歩兵大佐に進級。1931年（昭和6年）、陸軍少将に進級し、同年に予備役となった。
趙性根が委員長を務める「満蒙在住同胞後援会」の委員に就任したが、予備役となった翌年の1932年（昭和7年）に死去。51歳没。

## 韓国での現在の評価
大韓民国において、2005年に民族問題研究所が「親日人名辞書」に収録するために整理した「親日派リスト」（1次名簿）の軍人部門に収録された。2007年に親日反民族行為真相糾明委員会が発表した「親日反民族行為195人名簿」の軍人部門にも収録されている。